# Plectrohyla guatemalensis
Plectrohyla guatemalensis – gatunek płaza bezogonowego z rodziny rzekotkowatych (Hylidae). Występuje na przestrzeni pasma górskiego Sierra Madre de Chiapas na terytorium Meksyku, Gwatemali, Salwadoru i Hondurasu.

## Systematyka
Cześć populacji z Hondurasu, zaliczana wcześniej do tego gatunku, została w 2017 roku wydzielona do osobnego gatunku – Plectrohyla calvata.

## Opis
U żab tych występuje dymorfizm płciowy polegający na zróżnicowaniu wielkości: samce mierzą 40–52 mm, natomiast samice 42–52 mm długości. Ich grzbiet może przyjmować kolor z zakresu od ciemnej zieleni do brązu. Narządy słuchowe są zakryte przez pokrywy, płaz posiada też duże, wyłupiaste oczy.

## Habitat
Występuje w lasach mglistych i wilgotnych lasach sosnowo-dębowych pasma górskiego Sierra Madre, na wysokości od 950 m n.p.m. do 2600 m n.p.m. Rozmnaża się w okolicach wodospadów.

## Status zagrożenia
W Czerwonej księdze gatunków zagrożonych IUCN gatunek ten klasyfikowany jest jako gatunek bliski zagrożenia (NT, ang. Near Threatened). Obecnie jego populacja spada, a od 1944 roku nie zanotowano tego gatunku w Meksyku. Jest jednak ciągle lokalnie pospolity w Hondurasie i umiarkowanie pospolity w Gwatemali i Salwadorze.
Populacja tego gatunku zmniejsza się ze względu na wycinanie lasów będących miejscem jego zamieszkania, jej spadek szacuje się na 20–25% w ciągu 10 lat. Płaz ten występuje na terenie kilku obszarów chronionych, w tym w parkach narodowych.